# Jose Mugrabi
 (mai 2010).
Si vous disposez d'ouvrages ou d'articles de référence ou si vous connaissez des sites web de qualité traitant du thème abordé ici, merci de compléter l'article en donnant les références utiles à sa vérifiabilité et en les liant à la section « Notes et références ».
Jose Mugrabi (né en 1939 à Jérusalem) est un collectionneur et marchand d'art contemporain, issue d'une famille juive syrienne.
Il travaille avec ses deux fils Alberto et David, qui pratiquent le même métier et avec qui il apparait souvent lors des ventes aux enchères ou autres foires d'art contemporain. 
Ils sont considérés comme les acteurs les plus importants du marché de l'art contemporain, avec Larry Gagosian.

## Collections
La famille Mugrabi possède la plus grande collection d'Andy Warhol au monde avec plus de 800 tableaux, ainsi que de nombreuses œuvres de Jeff Koons, Roy Lichtenstein ou Damien Hirst par exemple.
Jose Mugrabi détient enfin la plus grande collection d’œuvres de l'artiste français Philippe Pasqua,.